# EC 1.20.4
La EC 1.20.4 è una sotto-sottoclasse della classificazione EC relativa agli enzimi. Si tratta di una sottoclasse delle ossidoreduttasi che include enzimi che utilizzano come donatori di elettroni composti contenenti fosforo o arsenico, con disolfuro come accettore di elettroni.

## Enzimi appartenenti alla sotto-sottoclasse
| numero EC   | nome accettato                      |
| ----------- | ----------------------------------- |
| EC 1.20.4.1 | arsenato reduttasi (glutaredossina) |
| EC 1.20.4.2 | metilarsonato reduttasi             |